# Gornje Mrzlo Polje Mrežničko
Gornje Mrzlo Polje Mrežničko es una localidad de Croacia en el ejido de la ciudad de Duga Resa, condado de Karlovac.

## Geografía
Se encuentra a una altitud de 122 m s. n. m. a 59,4 km de la capital nacional, Zagreb.

## Demografía
En el censo 2011, el total de población de la localidad fue de 617 habitantes.
| Gráfica de población de Gornje Mrzlo Polje Mrežničko 1857-2011      |
|                                                                     |
| Según los censos de población de la oficina estadística de Croacia. |